# ベン・ギロリ
ベン・ギロリ（Ben Guillory、1949年11月7日 - ）は、アメリカ合衆国の俳優、映画プロデューサー、演出家である。ベネット・ギロリ（Bennet Guillory）とも呼ばれる。
1994年、劇団「ロビー・シアター・カンパニー」をハリウッドスターのダニー・グローヴァーと共同で、カリフォルニア州ロサンゼルスに設立した。

## おもなフィルモグラフィ

### 劇映画
- 『カラーパープル』 The Color Purple （スティーヴン・スピルバーグ監督、1985年）
- 『星に願いを』 Maid to Order （エイミー・ホールデン・ジョーンズ監督、1987年）
- 『ウォーカー』 Walker （アレックス・コックス監督、1987年）
- Open Fire （カート・アンダーソン監督、1994年、日本未公開）
- 『3ストライク』 3 Strikes （DJプー監督、2000年）
- 『ブラック ビートル』 They Crawl （ジョン・アラーダイス監督、2001年）
- Mean Jadine （トニ・アン・ジョンソン監督、2004年、日本未公開）
- Our Father （トニ・アン・ジョンソン監督、2004年、日本未公開）
- Daddy's Little Girls （タイラー・ペリー監督、2007年、日本未公開）
- 『The Harimaya Bridge はりまや橋』 The Harimaya Bridge （アロン・ウルフォーク監督、2009年）
- 『トゥーサン』（仮） Toussaint （ダニー・グローヴァー監督、2009年） - アソシエイト・プロデューサー ※トゥーサン・ルーヴェルチュールについての映画

### テレビ映画
- 『私立探偵マイク・ハマー』 Mickey Spillane's Mike Hammer （1984年） - ライオネル氏役
- 『ヒューストン・ナイツ』 Houston Knights （1988年）
- 『L.A.ロー 七人の弁護士』 （1991年）
- 『アンジェラ 15歳の日々』 My So-Called Life （1994年、日本放映1997年） - フォスター校長役 （吹替坂口芳貞）
- 『新・金儲けの秘訣』 Prophet Motive （ルネ・オーベルジョノワ監督、1995年、日本放映）

『スタートレック:ディープ・スペース・ナイン』の第62話 （第3シーズン第16話）
- Red Wind （アニエスカ・ホランド監督、1995年） - ウォルドー役

『堕ちた天使たち』 Fallen Angels の第14話 （第2シーズン第8話）
- 『新司令官シェリダン着任』 Points of Departure （ジャネット・グリーク監督、1994年）
- 『実録シェリダン司令官』 The Deconstruction of Falling Stars （スティーヴン・ファースト監督、1997年）

『バビロン5』の第23話 （第2シーズン第1話） / 第88話 （第4シーズン第22話）
- Embassy （アラン・J・レヴィ監督、1998年） - デュボトゥ教授役

『犯罪捜査官ネイビーファイル』第4シーズン第2話
- Culture Clash （ジャック・ベンダー監督、2000年、日本未放映） - アーサー・エセルリッジ役

Judging Amy の第15話 （第1シーズン第15話）
- Unhand Me （クラーク・ジョンソン監督、2000年、日本未放映）

City of Angels の第6話 （第1シーズン第6話）
- 『ビバリーヒルズ青春白書』の206話 （第10シーズン第20話 2000年、日本放映2003年）- サミュエル・ゴンデック判事役
- Worst Block （リチャード・コンプトン監督、2000年、日本未放映） - ボブ・ブラッドショー役

The District の第3話 （第1シーズン第3話）
- 『裏切りと絶望と』 Feeding Frenzy （ピーター・メダック監督、2001年、日本放映2005年）

『堕ちた弁護士 -ニック・フォーリン-』 The Guardian の第7話 （第1シーズン第7話）
- Pilot / Right to Die （2002年、日本未放映）

First Monday の第1話 （第1シーズン第1話） / 第7話 （第1シーズン第7話）
- Still Scalping （2002年、日本未放映）

Still Standingの第10話 （第1シーズン第10話）
- 『祈り』 7A WF 83429 （アレックス・グレイヴズ監督、2003年、日本放映2008年）

『ザ・ホワイトハウス』 The West Wing の第89話
- Pilot （2003年、日本放映2007年） - 陸軍外科医役

『スレット・マトリックス』 Threat Matrix の第1話 （第1シーズン第1話）
- The Kindness of Strangers （2004年、日本未放映） - ジョージ役

Jack & Bobby の第3話 （第1シーズン第3話）
- 『硫黄島の記憶』 Call of Silence （トーマス・J・ライト監督、2004年、日本放映2007年） - ヘンリー役

『NCIS 〜ネイビー犯罪捜査班』の第30話 （第2シーズン第7話）
- My Name Is Inmate 28301-016 (Part 1) （マイケル・フレスコ監督、2007年、日本未放映）

『マイネーム・イズ・アール』の第3シーズン第1話
- One More Try （ロン・アンダーウッド監督、2008年、日本未放映） - ダニエル・ヒープ判事役

Eli Stone の第5話 （第1シーズン第5話）

### PCゲーム
- 『スターウォーズ ダーク・フォースII ジェダイ・ナイト』 Star Wars Jedi Knight: Dark Forces II （PCゲーム、1997年）